# Biogas
Biogas er gas, der dannes ved, at organisk materiale, f.eks. husdyrgødning og affald, nedbrydes biologisk. Biogas kan anvendes på samme måde som naturgas til at fremstille energi i form af varme eller elektrisk kraft eller som drivmiddel i motorer. Biogas regnes som CO2-neutralt. Selvom det udleder CO2 ved afbrænding ligesom naturgas, modsvares det af, at den samme mængde CO2 er blevet optaget af planterne, som i sidste ende er grundlaget for fremstillingen af biogassen.
Biogas kan opstå ved nedbrydningsprocesser overalt i naturen, f.eks i moser og sumpområder, og i affaldsdepoter og naturgødningslagre, men kan også fremstilles på dertil indrettede biogasanlæg, hvor man afgasser gylle og anden biomasse i store tanke.  Gassen består fortrinsvis af metan (CH4) og kuldioxid (CO2). Produktionen af biogas foregår kun under anaerobe (iltfrie) forhold, da reaktionens katalysator, metanbakteriernes enzymer, kun fungerer under dioxygenfrie (anaerobe) forhold.
I Danmark blev 38 % af gasforbruget i 2023 dækket af naturgas, og planen er, at tallet i 2030 vil være 100 %.

## Produktion af biogas i Danmark
I Danmark er der omkring 100 landbrugs-biogasanlæg, 50 rensningsanlæg som har biogasanlæg, 27 lossepladser med biogasanlæg, og mindre end 10 industri-tilknyttede biogasanlæg, i alt omkring 190 styk. Halvdelen af biogassen stammer fra landbrug, og halvdelen fra industri og by.
Stigningen i gylleanlæg er især sket efter 2015. Den afgassede biomasse er et energifattigt gødningsprodukt rigt på næringssalte i en form som planter kan optage mere direkte end fra husdyrgødning, og planter kan vokse 10-20 % mere. En ko producerer 20 m³ gylle om året, som kan omdannes til energi svarende til 350 liter diesel. Et mindre biogasanlæg som forsynes af 130 køer og planterester kan producere biogas som en motor laver om til 2,5 mio kWh el om året. Motorer kræver at den tilførte gas har 50 % metan eller mere. Elvirkningsgraden kan være op til 40 %.
I mange anlæg adskilles kuldioxid som udledes til atmosfæren (over en halv million tons om året), eller anvendes kommercielt til drivhuse, svejseanlæg, tøris og bevaring af fødevarer og meget andet. Kuldioxiden kan også kombineres med brint til mere methan, og anvendes i flere danske biogas-anlæg. Hvis biogas-anlægget har sin egen brint-elektrolyse, er el-prisen en vigtig del af metan-prisen, og elektrolysen kører kun i den billigste halvdel af årets timer. Der er foreløbig ikke certifikater til at finansiere den elektrisk frembragte metan.
Nogle anlæg omdanner metan til komprimeret gas, flydende gas og metanol til brug i stempelmotorer.

### Biogassens andel af det samlede gasforbrug
I 2023 blev 38 % af det danske gasforbrug dækket af biogas. Andelen er stigende, og i 2030 forventes hele gasforbruget i Danmark at kunne dækkes af danskproduceret biogas. Biogas er dog noget dyrere end naturgas, og teknologien modtager en del statsstøtte.

### Biogasanlæg
De fleste biogasanlæg modtager biomasse hovedsageligt i form af husdyrgødning og planteaffald fra landbrug, og organiske produkter fra slagterier, mejerier, industri, husholdninger mfl. De lastbiler der kører biomassen til biogasanlægget, kan bruge diesel svarende til 2 % af den energi biogassen har. Nogle anlæg har også gyllerør direkte fra nærliggende landbrug.
Biomassen omdannes i en stor tank i et par uger, hvor bakterierne får optimale vækstbetingelser:
- en fast temperatur
- reguleret surhedsgrad
- anaerobe forhold

Temperaturen vælges i et område fra omkring 35 °C (mesofil) til omkring 52 °C (termofil), afhængig af procestypen. Biogassen produceres bedst i konstant fart med fast antal kubikmeter pr. tid, og produktionen er nogenlunde jævn i løbet af et år. Anlæggets egetforbrug kan svare til 10-20 % af den energi biogassen har.
Den dannede biogas består af 60-65 % metan og 35-40 % kuldioxid. Der er desuden små mængder urenheder som svovl osv. som fjernes, da det kan skade udstyr hos kunden. Nogle biogaskunder har eget gaslager for at tilgodese udsving i sit gasforbrug.
I Danmark er der oprindelsesgarantier på al biogas. Det meste biogas støttes med en prisgaranti på 79—90 øre/kWh. Oprindelsesgarantierne er dog også grundlag for at 44 af de 60 gasnet-tilknyttede anlæg delvist har fravalgt støtte, og 96 GWh støttefri biogas blev leveret til dansk gasnet i 2022. I 2023 var 5% af gasnettets biogas støttefri, og i 2024 var det 10 %. Efterspørgslen på støttefri biogas kommer især fra grøn transport i Tyskland. Biogasanlæg kan også være økologiske.

### Biogas i det danske gasnet
Gasnettet kræver at kuldioxiden højst udgør 2.5 mol-%, derfor udskilles kuldioxiden. Metan udgør 98 % af den rensede biogas som sendes ud i naturgasnettet.
I 2023 blev 80 % af biogassen (720 millioner kubikmeter) sendt i gasnettet fra 58 anlæg, og stod for 35% af dansk gasforbrug i 2023 (21 % i 2021). Andelen svinger da gasforbruget er størst om vinteren. De øvrige 20% af biogassen bruges lokalt.
Staten støtter oprensningen med 85 kr/GigaJoule (31 øre/kWh). Danske udbudsrunder svarende til 13 mia kr over 20 år forventes at øge mængden af biogas. Sammen med faldende gasforbrug kan det betyde at biogasproduktion kan svare til det årlige gasforbrug.
Metangas opsamles og brændes senere af (enten lokalt eller via gasnettet), hvorved man udvinder energi f.eks. varme og el. Nyttevirkningen ved energiomsætningen i kraftvarmeværker er ca. 85 %, heraf 40 % elektricitet og 45 % til udnyttet varme.

## Miljøeffekter
Forsøg viser, at et gårdanlæg til fremstilling af biogas kan spare op mod 14.000 tons CO2-ækvivalenter pr. år. Besparelsen i biogasfællesanlæg er ca. 90 kg CO2-ækvivalenter pr. tons biomasse der afgasses. Heraf stammer ca. 40 kg fra den mængde naturgas der erstattes. Yderligere ca. 45 kg skyldes at metantabet fra gylletanke mindskes og via energiudnyttelsen omdannes til CO2, idet nemlig metan har en ca. 21 gange kraftigere drivhuseffekt end CO2, og endelig er der en reduktion som følge af lavere tab af lattergas (N2O) ved udbringning af afgasset husdyrgødning sammenlignet med rågylle.
Dertil kommer, at den afgassede biomasse har en bedre gødningseffekt end rågylle. Denne fordel kan yderligere øges, hvis man separerer den afgassede biomasse i en tør del og en vandig del. I den tørre del vil hovedparten af fosforet findes, mens kvælstofindholdet primært findes i væskedelen. Især den bedre udnyttelse af kvælstofindholdet indebærer en betydelig energibesparelse, da der herved kan spares i forbruget af handelsgødning, der fremstilles ved forbrug af el og fossile brændstoffer.
Biogasanlæg har udslip af metan på et par procent (især ventiler og ældre anlæg), mens rensningsanlæg kan lække 7 %. Over 10 % tab bliver klimapåvirkningen skadelig. I 2023 blev det lovpligtigt at måle metan-udslip.

## Dannelse af biogas i naturen
Stofskifteprocessen, der frembringer biogas, kan foregå spontant, for eksempel i en mose, hvor den fremstillede metangas betegnes sumpgas. Vandet i mosen er stillestående, og derved opstår der O2-mangel. Nogle mikroorganismer som f.eks. den tidligere omtalte metanbakterie kan leve under anaerobe forhold, hvor de skaffer sig energi ved anaerob respiration:
4 H2 + CO2 → CH4 + 2 H2O.
Da CO2 ofte findes i rigelige mængder under anaerobe forhold, er det vigtigt, at andre mikroorganismer danner H2 igennem gæringsprocesser. Nogle forskere mener, at metanbakterien er flere mia. år gammel, da deres arvemasse afviger markant fra andre bakteriers. De er derfor nu karakteriseret ved deres eget domæne: Archaea, der adskiller sig fra de to andre domæner: Bakterier og eukaryoter. Desuden var der for flere mia. år siden intet ilt tilstede på Jorden, så Archaeas respiration måtte dengang (som nu) foregå under dioxygenfrie forhold.